# Dream into Action
Dream into Action es el segundo álbum de estudio del músico británico Howard Jones. Fue lanzado el 13 de marzo de 1985 y alcanzó el número 2 en la lista UK Albums Chart del Reino Unido. También alcanzó el top ten en los Estados Unidos. El álbum logró una certificación de oro en el Reino Unido y de platino en los Estados Unidos y Canadá.
El álbum contiene los sencillos "Things Can Only Get Better" (n.º 6 en el Reino Unido, n.º 5 en Estados Unidos), "Look Mama" (n.º 10 en el Reino Unido) y "Life in One Day" (n.º 14 en el Reino Unido, n.º 19 en Estados Unidos). 
Además, la canción "No One Is to Blame" fue regrabada en un nuevo arreglo para el lanzamiento de un sencillo, alcanzando el número 16 en el Reino Unido y el número 4 en los Estados Unidos en 1986 y fue incluida en una segunda edición europea del álbum. 
El sencillo de 1984 "Like to Get to Know You Well" (n.º 4 en el Reino Unido) fue incluido en la reedición en CD del álbum (y también está en la versión estadounidense del álbum de vinilo). 
Una gira mundial acompañó el lanzamiento original del álbum con Jones tocando en el Wembley Arena y el O2 Academy Birmingham en el Reino Unido, y en varios estadios en los Estados Unidos, Europa y Japón.
En 2010, se publicó una edición remasterizada del álbum junto con el álbum debut de Jones, Human's Lib.

## Lista de canciones
- Todas las canciones escritas y compuestas por Howard Jones.

### Versión Reino Unido
Lado 1
1. "Things Can Only Get Better" – 4:02
2. "Life in One Day" – 3:39
3. "Dream into Action" – 3:45
4. "No One Is to Blame" – 3:28 (edición inicial), 4:13 (reediciones posteriores)
5. "Look Mama" – 3:53
6. "Assault and Battery" – 4:51

Lado 2
1. "Automaton" – 4:04
2. "Is There a Difference?" – 3:33
3. "Elegy" – 4:20
4. "Specialty" – 3:58
5. "Why Look for the Key" – 3:23
6. "Hunger for the Flesh" – 3:59

Bonus tracks en CD
1. "Bounce Right Back" (Lado B de  "Like to Get to Know You Well") – 4:33
2. "Like to Get to Know You Well" – 3:58

### Versión Estados Unidos
Lado 1
1. "Things Can Only Get Better" – 4:02
2. "Life in One Day" – 3:39
3. "No One Is to Blame" – 3:28
4. "Dream Into Action" – 3:45
5. "Like to Get to Know You Well" – 4:01
6. "Assault and Battery" – 4:51

Lado 2
1. "Look Mama" – 3:53
2. "Bounce Right Back" – 4:34
3. "Elegy" – 4:20
4. "Is There a Difference?" – 3:33
5. "Automaton" – 4:04
6. "Hunger for the Flesh" – 3:59

## Posicionamiento en listas
| Lista (1985)                                      | Máxima posición |
| ------------------------------------------------- | --------------- |
| Alemania (Offizielle Top 100)                     | 20              |
| Australia (Australian Albums) (Kent Music Report) | 17              |
| Canadá (Top Albums RPM)                           | 10              |
| Estados Unidos (Billboard 200)                    | 10              |
| Noruega (VG-lista)                                | 4               |
| Nueva Zelanda (Recorded Music NZ)                 | 35              |
| Países Bajos (Album Top 100)                      | 26              |
| Reino Unido (UK Albums Chart)                     | 2               |
| Suecia (Sverigetopplistan)                        | 1               |
| Suiza (Schweizer Hitparade)                       | 19              |

## Certificaciones
| País                  | Certificaciones | Ventas       |
| --------------------- | --------------- | ------------ |
| Canadá (Music Canada) | Platino         | 100,000^     |
| Estados Unidos (RIAA) | Platino         | 100,000,000^ |
| Reino Unido (BPI)     | Oro             | 100,000^     |

## Personal
Músicos
- Howard Jones - Voz principal, pianos eléctricos, sintetizadores, bajo eléctrico, bajo sintetizado, batería, percusión, programación de batería
- Martin Jones (hermano de Howard) - bajo
- Afrodiziak (Claudia Fontaine, Caron Wheeler, Naomi Thompson) - coros
- The Effervescents (Tania Matos, Kirstie Fulthorpe, Laura Bishop, Elizabeth Holden) - coros
- The TKO Horns (Dave Pleurs, Alan Whetton, Jim Patterson, Brian Maurice) – sección de vientos
- Helen Liebman - violonchelo en "Elegy"

Producción
- Producido por Rupert Hine para Gestalt
- Grabado y mezclado en Farmyard Studios, Inglaterra por Stephen W. Tayler
- Asistente de grabación – Andrew Scarth

Otros créditos
- Fotografía de la portada del álbum – Simon Fowler
- Diseño gráfico – Rob O'Connor para Stylorouge